# Интер Экспо Центр — Цариградско шосе (станция метро)
Интер Экспо Центр — Цариградско шосе (болг. Интер Експо Център - Цариградско шосе) — станция Софийского метрополитена. Расположена на 1-й линии (маршрут М4), после станции «Младост 3».

## История
Станция «Интер Экспо Центр — Цареградское шоссе» была открыта 15 апреля 2012 г.  2 апреля 2015 года перестала быть конечной, линия продлена до Аэропорта.

## Местоположение и архитектурное оформление
Станция подземная, с боковыми платформами, глубокого заложения. Длина платформы — 102 м. Станция имеет один подземный вестибюль, связанный с подземными переходами. До 2 апреля 2015 года станция являлось конечной на действующей линии. После станции линия 2 апреля 2015 года продолжена в сторону аэропорта Софии.